# Nuthe
Die Nuthe ist ein linker Nebenfluss der Havel. Sie ist auf den letzten Metern eine Brandenburger Landeswasserstraße.

## Name
Der Fluss wurde 1228 als „super aquam nute“ erstmals schriftlich erwähnt.
Der Name „Nuthe“ könnte germanischen Ursprungs sein und so viel bedeuten wie „Graben, Rinne“ oder „Tal“. Im Mittelhochdeutschen bedeutet nuot „Fuge“ oder „Nut“. Andere Interpretationen leiten den Namen aus dem altdeutschen Nuth = Noth ab, da die vielen gewaltigen, heute kaum noch nachvollziehbaren Überschwemmungen große „Not“ mit sich brachten. Der Sprachwissenschaftler Albrecht Greule hingegen geht davon aus, dass der Name auf niederländische Siedler zurückzuführen sei und sich von altniederländisch *noda für „sumpfige  Niederung“ ableitet. Eine alte Bezeichnung für den Oberlauf bei Jüterbog und Luckenwalde ist Aa oder Aarbach. Noch 1814 wird der obere Flusslauf der Nuthe als A, Ahe, Agerbach bezeichnet.

## Flusslauf
Ihre Quelle befindet sich im Fläming im Bundesland Brandenburg in der Gemeinde Niedergörsdorf, westlich des Ortsteils Dennewitz. Nebenflüsse sind die Nieplitz nahe Gröben und das Hammerfließ nahe Woltersdorf. Bei Nuthetal liegt ein Seitenarm der Nuthe – die Stöcker. In nördlicher Richtung durchfließt die Nuthe die größeren Orte Jüterbog, Luckenwalde, Trebbin und die Gemeinde Nuthetal. Nach ungefähr 66,5 km Fließstrecke und nachdem die Nuthe rund 51 m Höhenunterschied überwunden hat, mündet sie auf 29,4 m ü. NN in Potsdam in die Havel. Sie durchfließt das Glogau-Baruther Urstromtal und weiter nördlich kleinere Urstromtalungen. In ihrem Unterlauf ist sie kanalartig ausgebaut und eingedeicht. Ihr Einzugsgebiet umfasst 1.935 km². Ein großer Teil ihres Laufes führt die Nuthe durch den Naturpark Nuthe-Nieplitz. Die feuchten grünen Wiesen, ehemaligen Überschwemmungsgebiete und kleineren Elsbrüche des Naturparks bieten dem Weißstorch und dem Graureiher ideale Bedingungen; insbesondere der Graureiher-Bestand nimmt seit den 1990er Jahren kontinuierlich zu.

## Rückhaltebecken (RHB) Jüterbog
Südöstlich der Jüterboger Altstand, zwischen Gut Waldau und der B 101 liegt das RHB Jüterbog. Es wird als Grünbecken ohne Dauerstau genutzt, der Zufluss der Nuthe wird über die Grundablässe ungehindert weitergeleitet. Bei einem Hochwasserereignis wird nur noch eine bestimmte Menge Wasser in Richtung Jüterbog durchgelassen. Übersteigt der Zufluss diese Menge, beginnt die Nuthe sich vor dem Damm aufzustauen. Der Pegel im RHB kann so auf bis zu fünf Meter steigen. Dann – um den Damm nicht zu gefährden – springt der Notüberlauf an. Ein Pegelhöchsstand wurde am 20. Februar 1996 mit 4,86 m erreicht. Weitere hohe Pegelstände  wurden in den Jahren 2003 (4,63 m) und 2006 (4,85 m) erreicht.
| Bauzeit:                                | 1986–1989                   |
| --------------------------------------- | --------------------------- |
| Einzugsgebiet:                          | 116 km2                     |
| Größe der überstauten Fläche bei HW100: | ca. 50 ha                   |
| Speicherinhalt:                         | 870.000 m³                  |
| Höhe der Dammkrone:                     | 76,50 müNN                  |
| Kronenbreite:                           | 3,00 m                      |
| Länge:                                  | 390 m                       |
| Aufbau des Absperrbauwerks:             | Erddamm aus Geschiebemergel |
| Kronenbefestigung:                      | Schotterrasen               |
| Grundablass:                            | 2 Rohrdurchlässe DN 1000    |
| Hydrologische Zahlen                    |                             |
| HQ100:                                  | 5,9 m3/s                    |
| HQ500:                                  | 7,3 m3/s                    |
| Stauziel:                               | 75,36 müNN                  |

## Geschichte
Theodor Fontane spottete über die Nuthe und die noch kleinere Schwester
Nieplitz, verglichen mit diesen Strömen wirke die Havel, als zöge
die Wolga an einem vorbei. Dennoch war die „alte Nuthe“ im Gegensatz
zur Nieplitz (vermutlich aus dem Slawischen: Unschiffbare)
in der Region des Zusammenflusses von Nuthe und Nieplitz bei Gröben noch um 1880 bis zu 40 m breit und vor ihren verschiedenen Regulierungen (1776 bis 1786, 1883) in Teilen schiffbar. Vor den Regulierungen war der Fluss bekannt durch die „Nuthekrebse“, die als Delikatesse bis Leipzig und Paris geliefert wurden. In einer Geschichte aus den 1820er Jahren heißt es einleitend in der Wiedergabe von Fontane:

„Es war die Zeit, wo wieder, wie alljährlich, das zu drei, vier Stämmen zusammengebolzte Floßholz in langer langer Linie die Nuthe herunterkam, um erst bei Potsdam in die Havel und dann bei Havelberg in die Elbe zu gehen. Und wie gewöhnlich hatte man auch diesmal wieder allerlei Mannschaften an Bord kommandiert, die, mit Rudern und Stangen in der Hand, durch beständiges Abstoßen vom Ufer das Auf- und Festfahren des Floßholzes hindern mußten. Es waren ihrer elf, lauter junge Bursche von Trebbin und Thyrow her, …“

Die schon für Fontane geheimnisumwitterten Nutheburgen könnten nach seinen Angaben bereits um 1150, zur Zeit von Albrecht dem Bären, bestanden haben. Etwas ausführlicher dazu siehe Saarmund.
Die Überreste einer dieser Burgen kann man heute noch in der Nähe der Stadt Trebbin finden. Es handelt sich hierbei um einen Erdwall, umgeben vom obligatorischen Burggraben stand dort eine Slawenburg, in Zeichnungen und Ausgrabungen hervorragend dokumentiert vom damaligen Geschichtslehrer der Goethe-Oberschule Trebbin, Arved Zunke. Im Besitz der Schule sind bzw. waren auch Fundstücke aus dieser Zeit, so zum Beispiel die Überreste alter Messer, Schwerter und Äxte.

## Umwelt
An ihrem Oberlauf im Fläming hat sie den Charakter eines so genannten Salmonidengewässers. Laut Angaben des Ministeriums für Ländliche Entwicklung, Umwelt und Landwirtschaft des Landes Brandenburg befindet sich die Nuthe im schlechten chemischen Zustand, der durch Tributylzinn (TBT) verursacht wird.
Die Nuthe hat eine hohe fischökologische Bedeutung (zweite von oben Prioritätsstufe von insgesamt vier), da sie zu Fließgewässern zählt, die als so genannte Verbindungsgewässer für überregionalen Biotopverbund und die Anbindung der Laichhabitate von Langdistanzwanderern und potamodromen Arten unverzichtbar sind. Daher sind essentielle Maßnahmen zur Herstellung und Verbesserung der longitudinalen und lateralen Durchgängigkeit sowie der Gewässerstruktur eingeleitet worden, wobei ein Neubau von Querbauwerken, Rückhaltebecken, Stauen oder Wasserkraftanlagen grundsätzlich auszuschließen ist.
Bis in das 18. und 19. Jahrhundert hinein gab es immer wieder Hochwasserkatastrophen:

1755. In diesem Jahre hat allhier, wegen des überhand genommenen großen Wassers, kein Heu können gemäht werden, und sind aus eben dieser Ursach auch beide Erndten gar schlecht ausgefallen. (Aus dem Gröbener Kirchenbuch, wiedergegeben von Fontane.)

## Trivia
Das frühere Autobahndreieck Drewitz westlich von Berlin wurde in Dreieck Nuthetal umbenannt (A 10 und A 115).

## Bilder der Nuthe

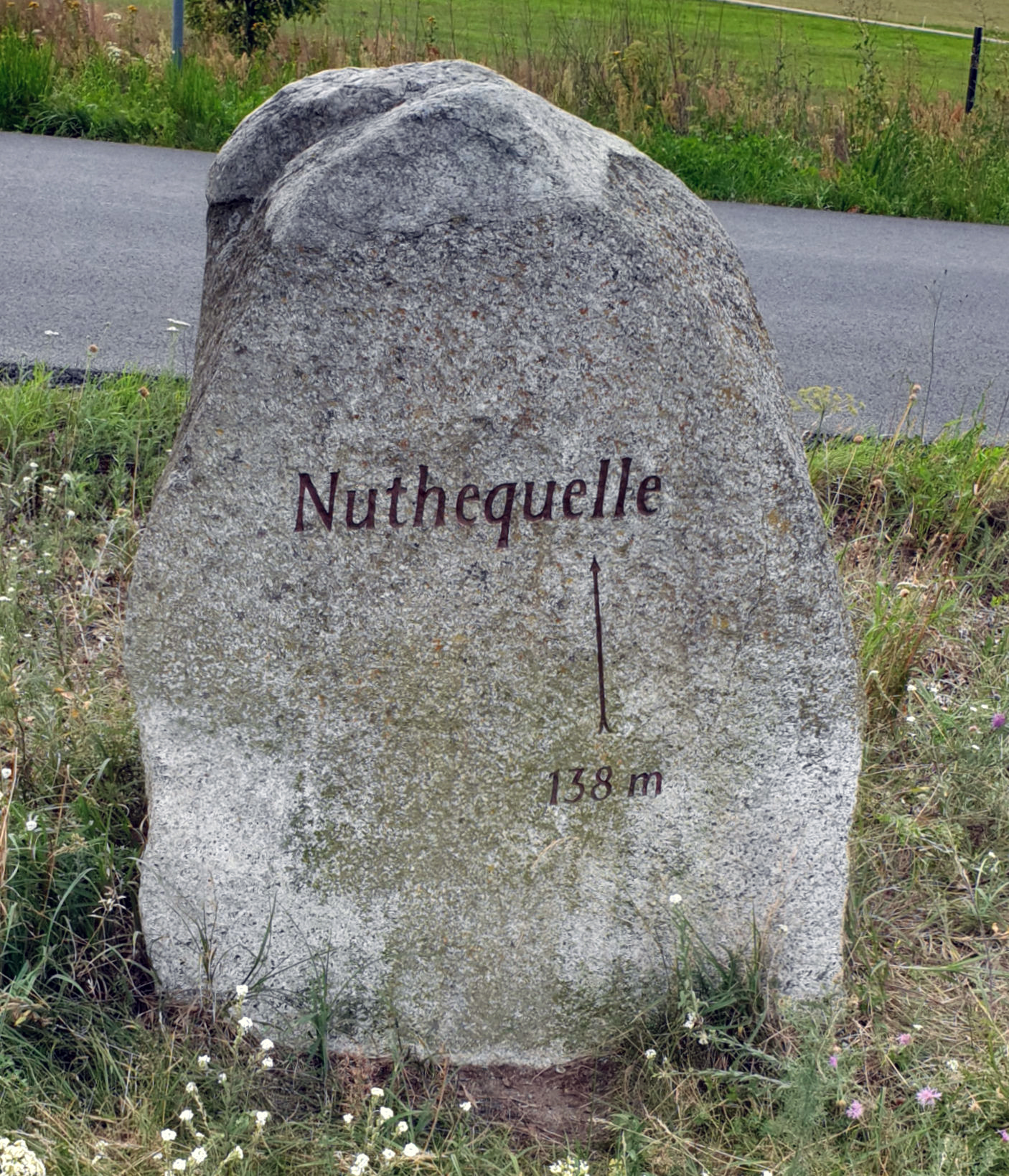
Hinweis auf die Quelle
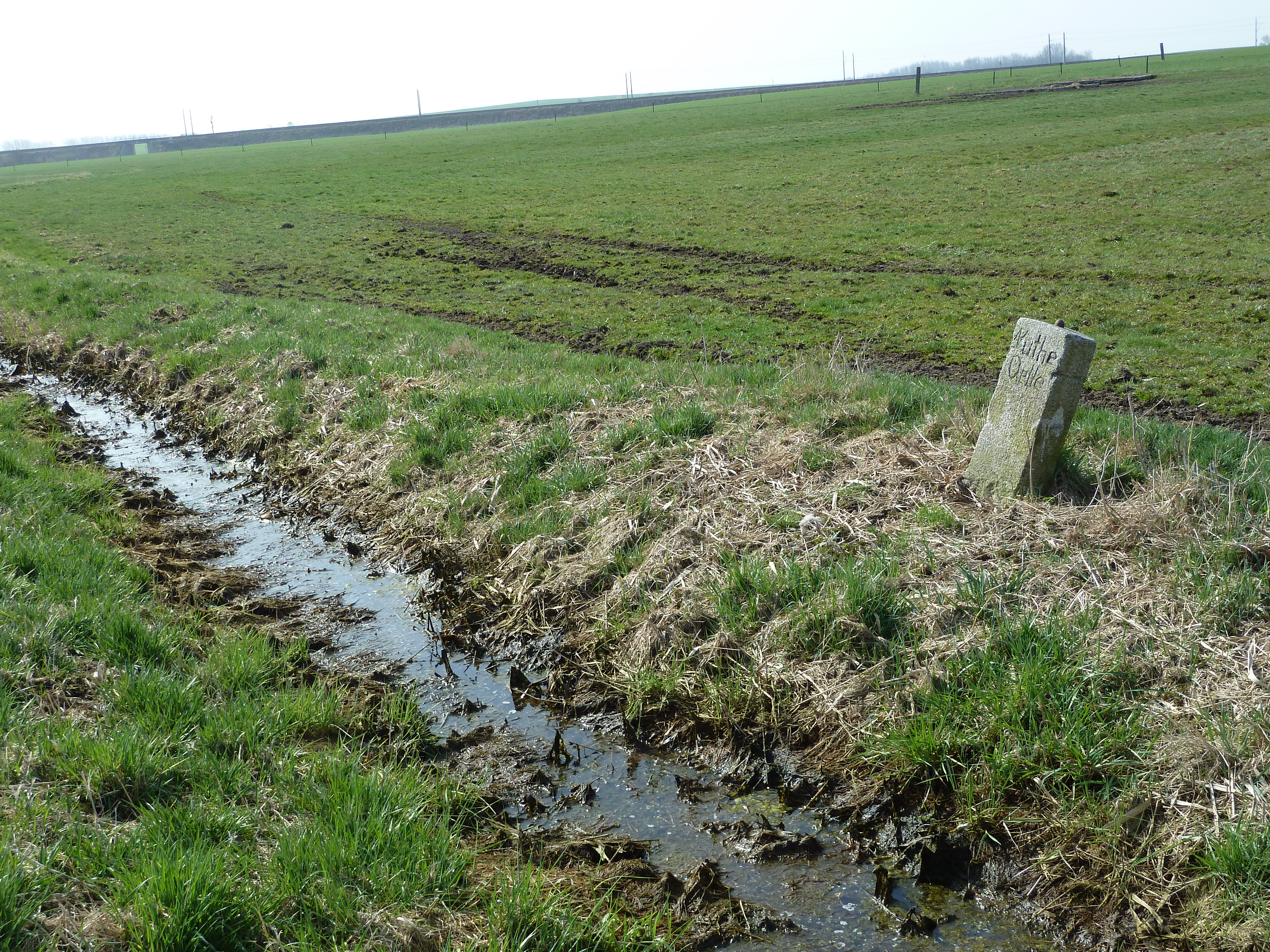
Quelle
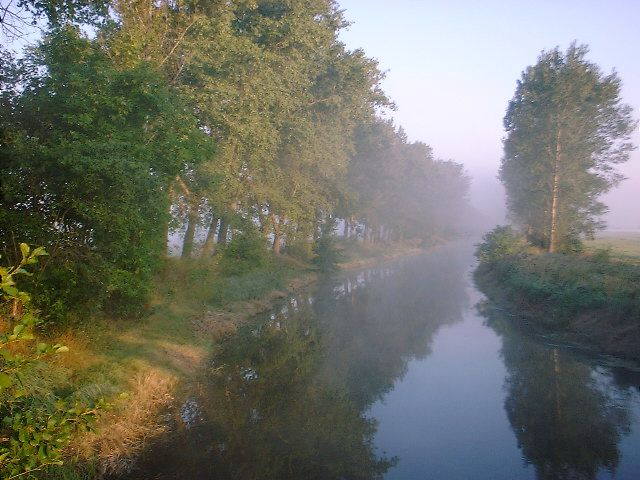
Nuthestromtal
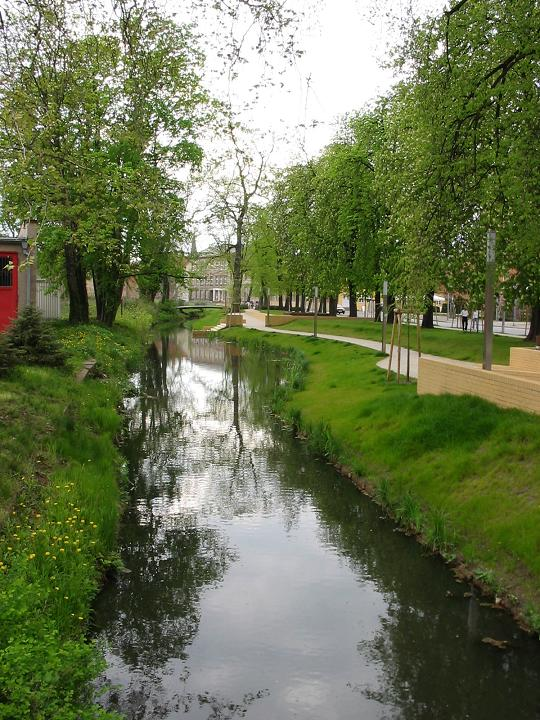
Nuthe in Luckenwalde
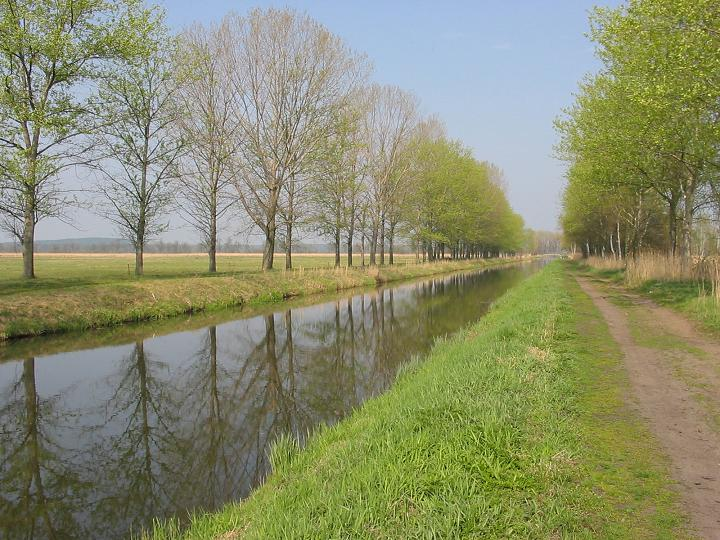
Zwischen Jütchendorf und Gröben
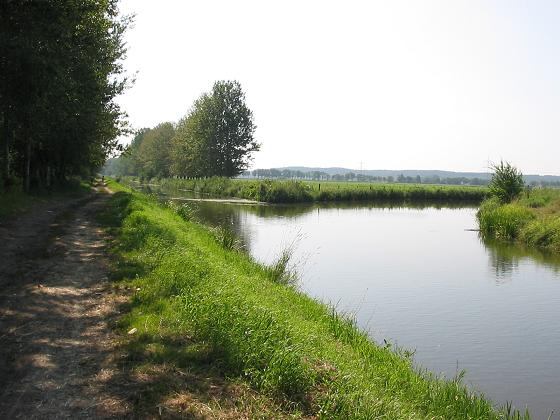
Einmündung der Nieplitz bei Gröben
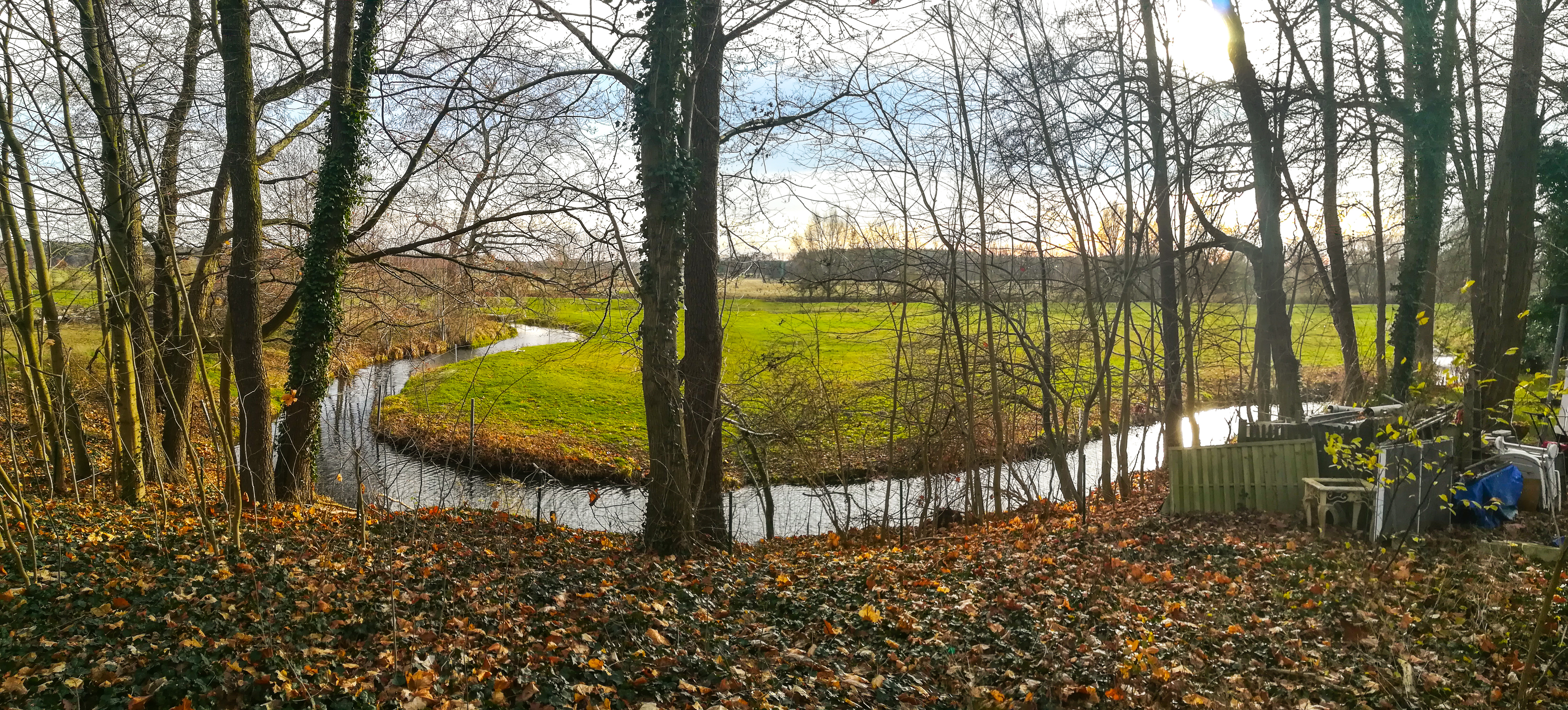
Seitenarm der Nuthe am Eichhörnchenweg Rehbrücke
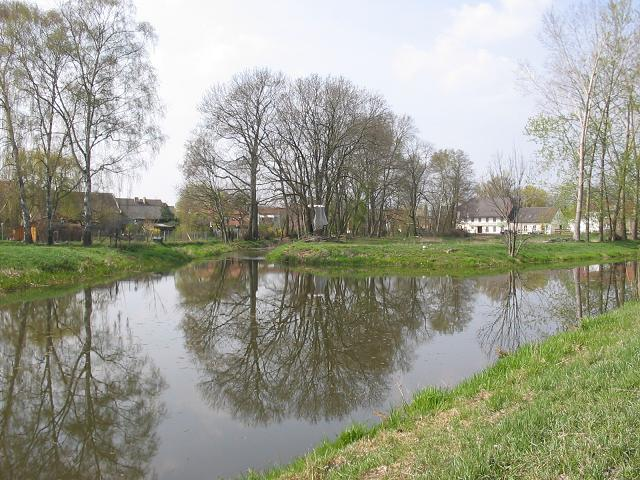
Bei Saarmund, Blickrichtung Norden mit dem Abzweig des Mühlgrabens
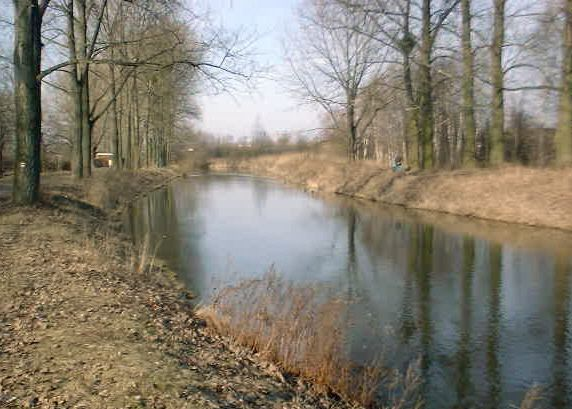
Die Nuthe bei Potsdam
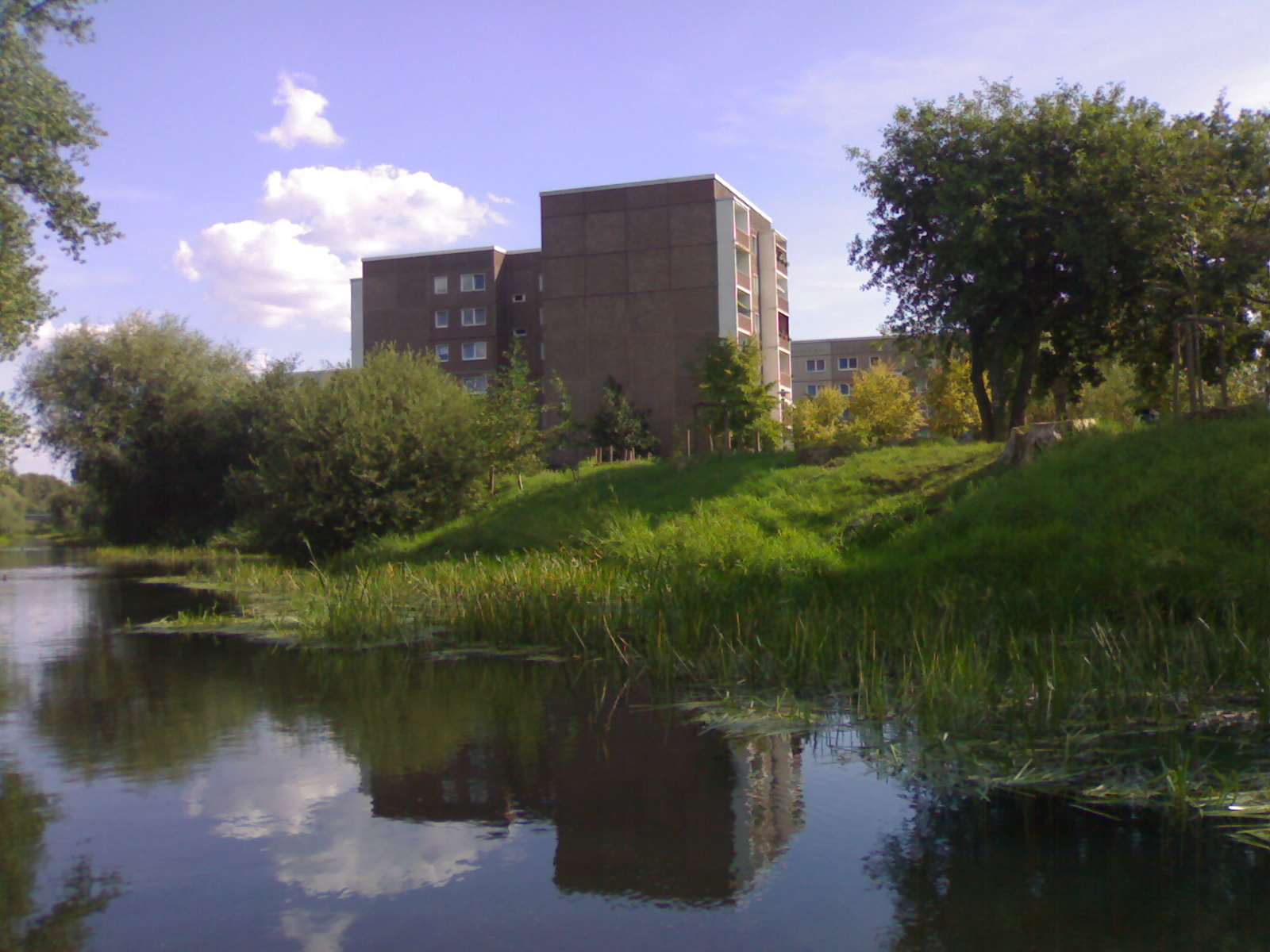
Im Bereich des Potsdamer Schlaatzes
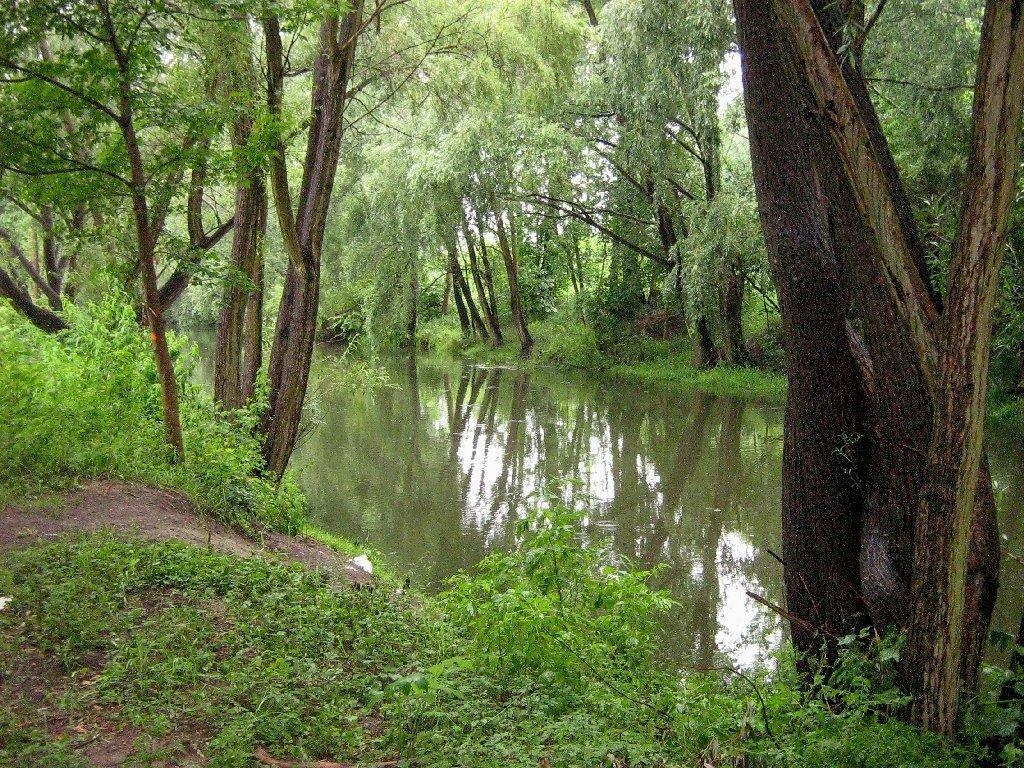
In Potsdam, am linken unteren Bildrand der Damm zum Aradosee
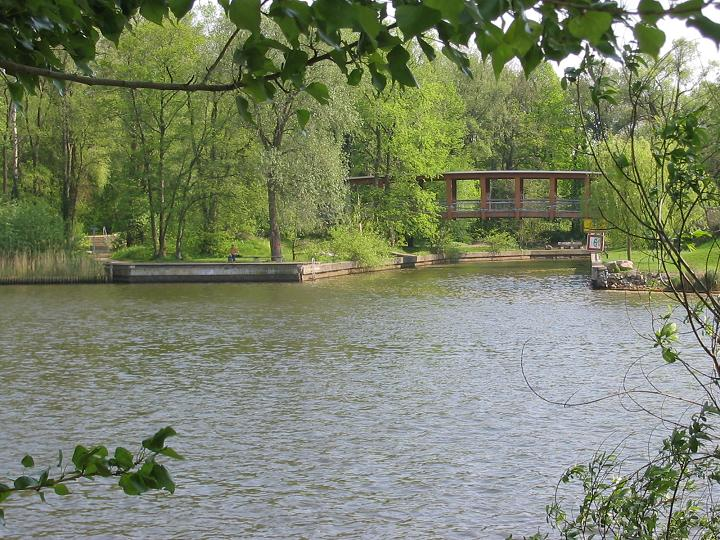
Mündung in die Havel, gegenüber der Potsdamer Freundschaftsinsel